# Tunn klient

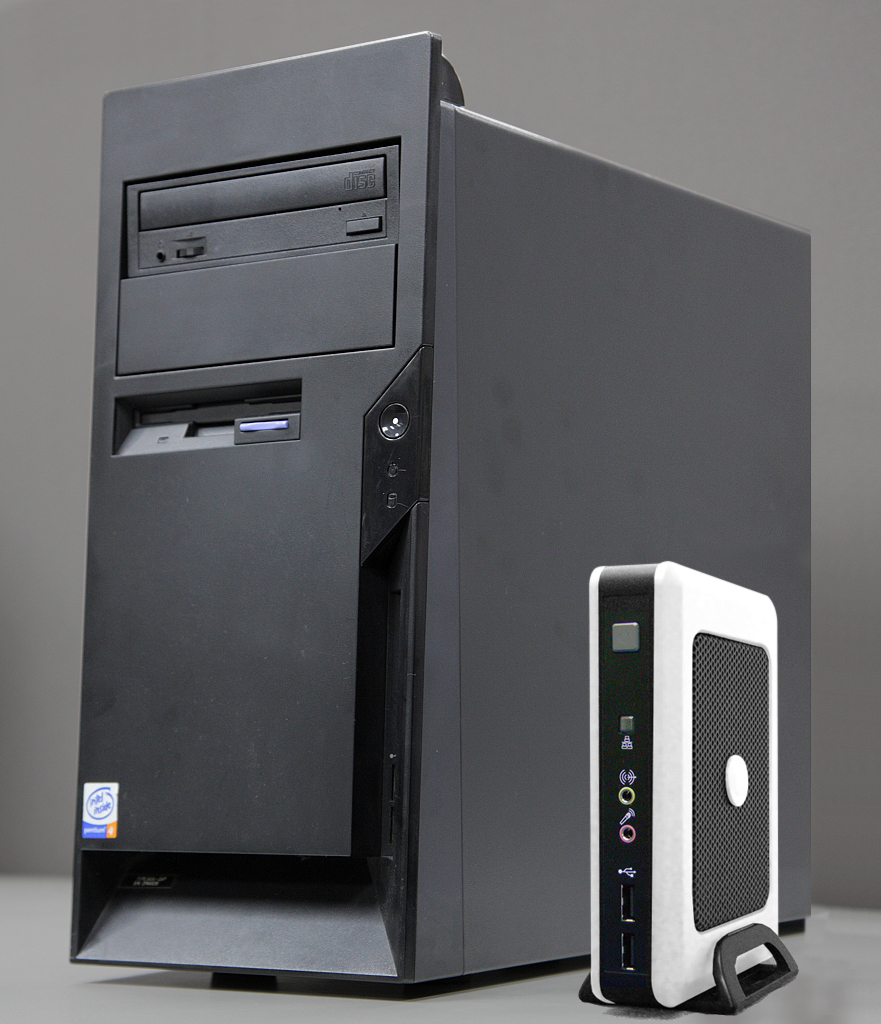
En vanlig PC jämförd med en tunn klient.

Tunna klienter innebär att en datoranvändare arbetar direkt mot ett centralt datornätverk. Lokalt har den enskilda användaren tangentbord, mus och bildskärm kopplat till en minimal centralenhet, utan hårddisk och operativsystem. Centralenheten kräver inte lika snabb CPU och inte lika mycket arbetsminne som en vanlig persondator som kör tillämpningsprogrammen lokalt. Prestandan beror istället på datornätverkets och serverns kapacitet eftersom det är där som det egentliga operativsystemet och alla programmen körs.

## Hur fungerar det
Klienten skickar indata från tangentbordet och musen via nätverket till en värddator som i sin tur skickar tillbaka den grafik som ska visas på skärmen. En del tunna klienter saknar både CDROM och diskettenhet men både det och ljud går att använda även om det ofta prioriteras bort eftersom det belastar nätverket och inte alltid behövs i professionella miljöer.
Den tunna klienten kan ha ett inbyggt operativsystem vars enda uppgift är att ta kontakt över nätet, skicka indata till värddatorn och visa utdata på skärmen. Ofta laddas också operativsystemet ner över nätet då man kopplar strömmen till den tunna klienten, varvid programvaran inte behöver uppdateras lokalt, annat än ifråga om startkoden. Med den senare lösningen kan man utan att röra den tunna klienten välja vilken typ av programvara den skall köra och vilken typ av gränssnitt den skall visa mot värddator och användare: webbläsare, x-terminal eller något annat fjärrskrivbordssystem.

## Fördelar
En stor fördel är att administrationen minskar eftersom allt körs i en enda värddator. Man behöver bara underhålla och uppdatera ett enda system, vilket minskar den totala ägandekostnaden (ofta benämnt TCO). I kombination med fri programvara som Linux och OpenOffice.org minskas även licenskostnaderna radikalt. Livslängden på tunna klienter är också lång eftersom de inte behöver kraftfullare CPU:er och mer arbetsminne m.m. bara för att man installerar tyngre program eller uppgraderar operativsystemet. De små prestandakraven gör dessutom att man kan använda processorer med passiv kylning, vilket gör klienterna näst intill ljudlösa, och lika små som ett ADSL-modem.
Supportbehovet minskar också, eftersom inga program kan eller behöver installeras lokalt i användarnas datorer. Alla program installeras och uppdateras centralt av en administratör - ofta hos en ASP. Arbetslösningar med tunna klienter innebär också ofta att användarna kan koppla upp sig från vilken dator som helst och ändå komma åt sina filer och program som om de satt vid sitt vanliga skrivbord. 
En vanlig egenskap är också att man kan koppla ner från servern utan att tappa det arbete man håller på med. När användaren ansluter igen, möjligen från en annan tunn klient på en helt annan plats, så har hon fortfarande sina program igång precis som hon lämnade dem.

## Nackdelar
En nackdel är att nätverks- och serverkapaciteten måste vara stor, speciellt inom större företag. Detta tillsammans med att nypriset på tunna klienter ligger i linje med priset på enklare arbetsstationer, gör att engångskostnaden kan bli dyrare.

## Operativsystem
Som operativsystem används bland annat FreeBSD, Linux och Windows (nämnda i alfabetisk ordning).